# Małżeństwo Apfel

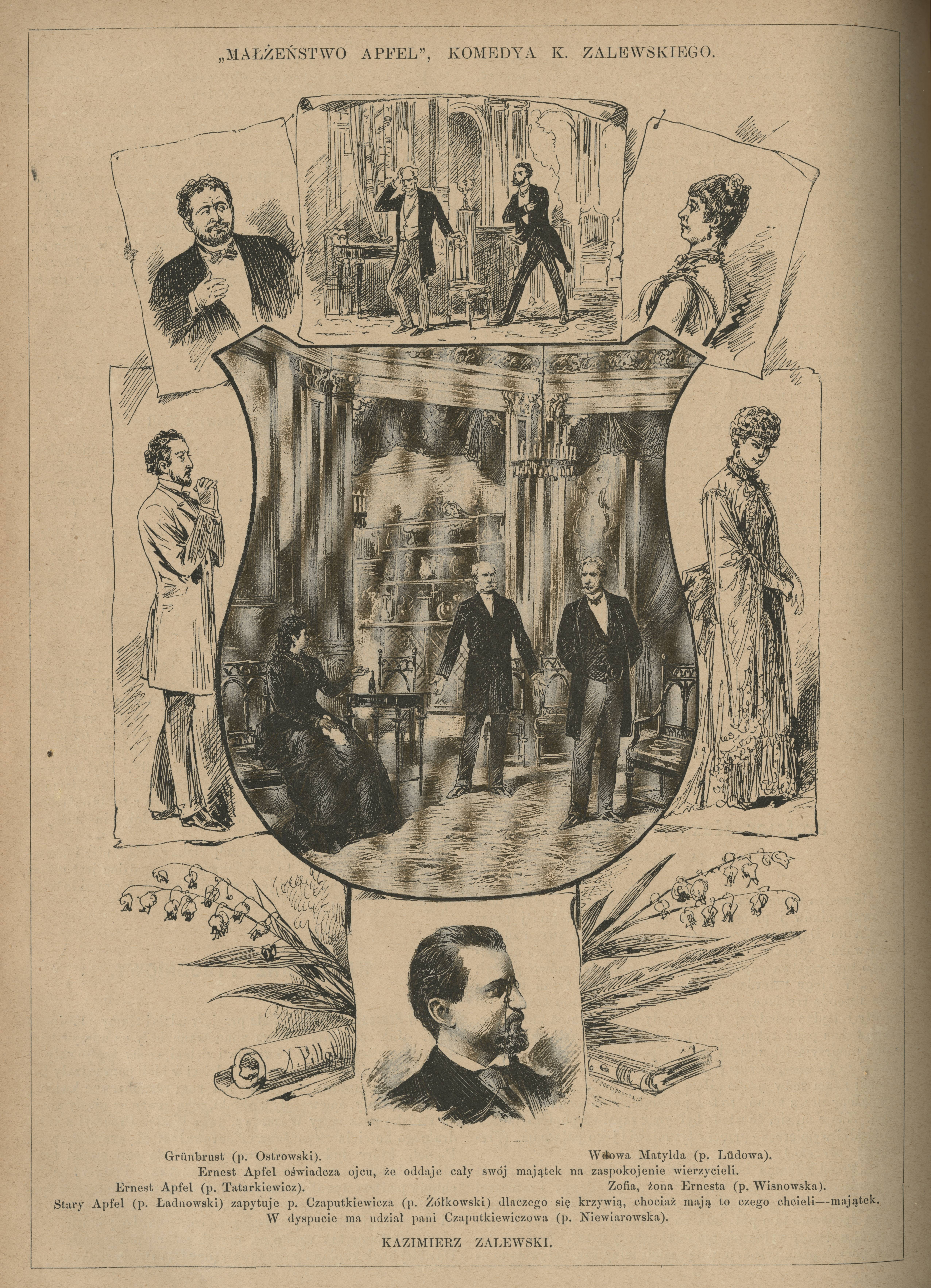
„Małżeństwo Apfel”

Małżeństwo Apfel – komedia Kazimierza Zalewskiego w czterech aktach. Prapremiera odbyła się w Warszawie 9 czerwca 1887.
Akcja utworu rozgrywa się w Warszawie. Zofia, córka zubożałych ziemian postanawia opuścić męża – przedsiębiorcę Ernesta Apfela, aby poślubić miłość swego życia, Leona. Gdy jednak Ernest płaci długi jej ojca (bankruta) – decyduje się pozostać przy mężu.